# Ейсер Нетеркотт
Ейсер Нетеркотт  (англ. Acer Nethercott, 28 листопада 1977 — 27 січня 2013) — британський веслувальник, олімпійський медаліст.

## Виступи на Олімпіадах
| Олімпіада  | Дисципліна                     | Місце |
| ---------- | ------------------------------ | ----- |
| Пекін 2008 | вісімка розстібна зі стерновим | 2     |